# Monforte de la Sierra
Monforte de la Sierra – gmina w Hiszpanii, w prowincji Salamanka, w Kastylii i León, o powierzchni 4,36 km². W 2011 roku gmina liczyła 97 mieszkańców.